# Partit Comunista del País Valencià
El Partit Comunista del País Valencià (en sigles, PCPV) és un partit polític valencià d'ideologia marxista, leninista i republicana, que actua com la federació valenciana del Partit Comunista d'Espanya (PCE). Actualment està integrat dins Esquerra Unida del País Valencià (EUPV) i en 2013 tenia 743 militants.

## Història
Partit Comunista del País Valencià és el nom que van prendre els comunistes valencians integrats en el Partit Comunista d'Espanya (PCE) el 1976 al realitzar la seua primera Conferència a l'inici de la transició del franquisme a la democràcia. El seu primer secretari general va ser Antonio Palomares Vinuesa. Posteriorment, i després d'adoptar el PCE una estructura federal, el PCPV esdevé la federació del Partit Comunista d'Espanya al País Valencià.
A les primeres eleccions generals espanyoles, el Partit Comunista d'Espanya va obtenir 170.606 vots, cosa que va suposar el 9,15% del vot i dos diputats. A més, els resultats li van permetre tindre representació al naixent Consell del País Valencià, òrgan preautonòmic que va precedir la Generalitat Valenciana.
Durant la transició, el PCPV participa en el Consell del País Valencià en col·laboració amb el govern del PSPV-PSOE, si bé en algunes demandes concretes s'alinearia amb l'UCD. A les eleccions generals espanyoles de 1979, el PCPV va millorar els seus resultats amb 224.520 vots (12,02%) i 3 diputats. A les eleccions municipals va obtindre uns resultats lleugerament superiors (249.412 vots i 14,47%) que li van permetre 507 regidors. En tots tres casos van ser tercera força per darrere del PSPV-PSOE i l'UCD.
A principis dels vuitanta una crisi interna va suposar un enfrontament entre el sector renovador, amb els partidaris del secretari general Ernest García i García, de tendència valencianista i eurocomunista per una banda, i dels ortodoxos per l'altra, que comptaven amb el suport de Santiago Carrillo. L'enfrontament acabà amb l'expulsió d'Ernest García en setembre de 1980, qui fou substituït per José Galán. Alguns dels militants dels sectors crítics van fundar Agrupament d'Esquerra del País Valencià (AEPV), per a confluir finalment en la Unitat del Poble Valencià (UPV). Per la seua banda, el sector conegut com a pro-soviètic del PCE va fundar el Partido Comunista de los Trabajadores (PCT), organització que posteriorment va desaparèixer, passant part de la militància al Partit Comunista dels Pobles d'Espanya (PCPE). A les eleccions generals espanyoles de 1982, el PCPV cau a quarta força amb 97.837 vots, el 4,67% del total, i perd tota representació al Congrés dels Diputats. Tanmateix, a les primeres eleccions a les Corts Valencianes, el PCPV remunta el vol amb 142.570 vots (7,51%) i 6 diputats. A les municipals celebrades al mateix dia, obté uns pocs vots més (159.296, 8,34%) però pateix un retrocés considerable respecte quatre anys abans, quedant-se amb 297 regidors.
En 1985, Santiago Carrillo i el sector eurocomunista funden el Partit dels Treballadors d'Espanya-Unitat Comunista, que al País Valencià comptaria amb els dos últims secretaris generals del PCPV, José Galán Peláez i Juan Villalba González. Aquest sector, contrari a la creació de la coalició Esquerra Unida, va tindre un pobres resultats electorals i acabaria integrant-se en el PSOE.
El 1987 el PCPV va participar en la creació de la coalició Esquerra Unida (IU, actualment EUPV) amb altres formacions polítiques comunistes, socialistes i republicanes del País Valencià.
Pedro Zamora, proper a Gerardo Iglesias, va ser el substitut de Villalba al capdavant dels comunistes valencians. A principis dels anys 1990 es va obrir un debat intern al si de la coalició per tal de fer d'Esquerra Unida del País Valencià un partit polític, arribant a proposar-se la dissolució del PCPV en ella. El partit mai no va dissoldre's, però sí les seues joventuts. Pedro Zamora, partidari que Esquerra Unida s'entenguera amb el PSOE, va ser substituït com a Secretari General en 1992 per Joan Ribó, proper a les tesis d'enfrontament amb els socialistes del líder d'Esquerra Unida, Julio Anguita.
En 1997 Joan Ribó seria elegit Coordinador d'Esquerra Unida del País Valencià, cedint el lloc de Secretari General (ara reanomenat Coordinador General) a Alfred Botella, qui al seu torn seria substituït per Marga Sanz en 2004. Arran de la Crisi interna d'Esquerra Unida del País Valencià de 2007-2008, tant Alfred Botella com Joan Ribó abandonarien el Partit Comunista i serien expulsats d'EUPV en abril de 2008.
En 2010, Alfredo Albornós substitueix a Marga Sanz al capdavant del PCPV. Tanmateix, dimitirà poc després i el partit serà dirigit per la Comissió Política des de 2012.
Al darrer congrés del PCPV, celebrat en octubre de 2013, Javier Parra va ser elegit nou Secretari General. Parra s'engloba al sector de joves comunistes que pretén reforçar el perfil propi del partit dins d'Esquerra Unida.

## Joventuts
Les seues joventuts són la Joventut Comunista del País Valencià (JCPV). Han tingut diversos períodes d'inactivitat. Durant els anys 90 hi va haver un intent de dissolució del Partit Comunista dins d'Esquerra Unida que va arribar a consumar-se a nivell juvenil. Per això, a mitjan dècada de 1990 va haver un congrés de refundació de les JCPV. Així mateix, l'actual JCPV porta activa des del Congrés Refundacional dels dies 2 i 3 de desembre de 2006, quan les JCPV es refunden per segona vegada.

## Secretaris generals del PCPV
- Antonio Palomares Vinuesa (1976-1979)
- Ernest García i García[22] (1979-1980)
- José Galán Peláez[7] (1980-1983)
- Juan Villalba González[23] (1983-1985)
- Pedro Zamora Suárez[24] (1985-1992)
- Joan Ribó (1992-1997)
- Alfred Botella (1997-2004)
- Marga Sanz (2005-2010)
- Alfredo Albornós (2010-2012)
- Comissió Política (2012-2013)
- Javier Parra[25] (2013-)